# یواس‌اس روانوک (۱۸۵۵)
یواس‌اس روانوک (۱۸۵۵) (به انگلیسی: USS Roanoke (1855)) یک کشتی بود که طول آن ۲۶۳ فوت ۸ اینچ (۸۰٫۴ متر) بود. این کشتی در سال ۱۸۵۵ ساخته شد.